# Laguna Chaiguaco
La laguna Chaiguaco es una masa superficial de agua ubicada al sur de la isla de Chiloé que desagua a través del río Medina.

## Ubicación y características
Está ubicada en el Parque Tantauco.

## Historia
Luis Risopatrón la describe en su Diccionario Jeográfico de Chile de 1924:: 178 
Chaiguaco (Laguna de) 43° 02' 73° 57'. De mediana estension, con campos apropiados para el desarrollo de la ganadería en sus márjenes, se encuentra en la parte S de la isla de Chiloé; desagua por un riachuelo que corre por entre espeso bosque i es, según se cree, afluente del rio Medina, de la costa W de la citada isla. 1, XXI, p. 224; i de Chaihueco en 155, p. 216.